# KEO (satellite)
Pour les articles homonymes, voir KEO.
 (décembre 2008).
Si vous disposez d'ouvrages ou d'articles de référence ou si vous connaissez des sites web de qualité traitant du thème abordé ici, merci de compléter l'article en donnant les références utiles à sa vérifiabilité et en les liant à la section « Notes et références ».
Le satellite KEO est un projet de satellite, dont la réalisation effective ne semble plus d'actualité. Son but était de retourner sur la Terre 50 000 ans après son envoi. Ce projet a été repoussé un grand nombre de fois. Son site internet n'est plus actualisé depuis longtemps, et il n'y a plus aucune communication de la part des institutions spatiales européennes depuis des années.
Des messages des habitants de la Terre sont rassemblés, afin de constituer un témoignage de notre civilisation pour les générations futures. Si le satellite est finalement lancé, ces messages, rendus anonymes, seront publiés sur le site officiel.

## Messages
Chaque être humain est invité à écrire un message adressé aux futurs Terriens, Et ce jusqu'en 2016[Passage à actualiser]. Les messages peuvent être envoyés depuis le site Internet ou par voie postale. De même, les organisateurs du projet encouragent chacun à recueillir les messages d'enfants, de vieillards ou encore d'analphabètes afin de représenter chaque culture et chaque groupe humain de la Terre. Le satellite a une capacité suffisante pour emporter un message long de quatre pages de la part de chacun des sept milliards d'habitants de la planète. Une fois le satellite lancé, les messages, rendus anonymes, seront disponibles sur le Web.

## Autre contenu
KEO est également prévu pour transporter un diamant renfermant une goutte de sang humain, et quelques échantillons d'air, d'eau de mer et de terre, dans quatre petites sphères d'or. La séquence d'ADN du génome humain sera gravée sur l'un de ses côtés. Le satellite comporte également une horloge astronomique indiquant le train actuel de rotation de plusieurs pulsars ; des photographies de personnes appartenant à toutes les cultures différentes ; et finalement un précis encyclopédique regroupant tout le savoir humain actuel, « La Bibliothèque d'Alexandrie Contemporaine ».

## Aspects techniques
Les messages et la bibliothèque seront encodés sur des disques optiques numériques (DVD) résistants aux radiations. Des instructions accompagnées de symboles en plusieurs formats indique à ceux qui l'auront trouvé comment construire un lecteur de DVD, qui risque de ne plus exister d'ici 50 000 ans.
Le satellite en lui-même est une sphère évidée de 80 cm de diamètre où est gravée une carte de la Terre. Elle est entourée d'une couche d'aluminium, d'une couche thermique, et de plusieurs couches de titane et autres métaux lourds séparées de couches de vide. La sphère est résistante aux rayonnements cosmiques, au retour dans l'atmosphère, aux collisions avec des débris spatiaux, etc. Quand le satellite entre à nouveau dans l'atmosphère terrestre, la couche thermique produit l'effet d'une aurore polaire artificielle pour signaler l'arrivée du satellite. Ce satellite passif ne contient aucun système de communication ou de propulsion. Il est mis en orbite par le lanceur Ariane 5 à 1 800 km de hauteur, une altitude qui ne le fait revenir que dans 500 siècles, la même durée qui s'écoule depuis que l’Homme a commencé à peindre sur les murs des cavernes.

## Histoire du projet
Le projet KEO est né en 1994 de l'initiative de Jean-Marc Philippe (en), un scientifique-artiste français, de surcroît pionnier du mouvement de l'art de l'espace. On commença alors à collecter des messages en vue d'un lancement en 2001. La date est cependant repoussée à 2007-2008 car il faut plus de temps que prévu pour démontrer que ce projet est réalisable. Évidemment, tout est sous conditions : un lanceur Ariane 5 doit être disponible à cette date-là, sans quoi le lancement est encore repoussé.
À la fin de 2006, la date de lancement est de nouveau reportée à l'horizon 2009-2010, échéance encore repoussée à la suite du décès de Jean-Marc Philippe à l'horizon 2014-2015.

## Projets similaires
Avant KEO, de nombreux vaisseaux spatiaux comportent des capsules temporelles à destination d'humains ou d'extraterrestres dans un futur éloigné. Le satellite LAGEOS, qui reviendra dans l’atmosphère terrestre d'ici quelque 8,4 millions d'années, contient une plaque indiquant la disposition des continents terrestres dans le passé, le présent et le futur. Pioneer 10 et Pioneer 11 ont tous les deux emporté des plaques montrant en images leur temps et lieu d’origine. Les deux sondes Voyager, les plus connues, contiennent chacune un disque d’or – le Voyager Golden Record – où sont enregistrés des sons et des images terrestres, avec des instructions d'utilisation et de lecture de ce disque, et bien sûr des données précises localisant la Terre dans l'Univers. Sans oublier le récent projet Cosmic Connexion du CNES et en collaboration avec ARTE qui permet d'envoyer une émission de télévision, montrant à quoi ressemble notre civilisation, dans l'espace à l'attention d'éventuels extraterrestres du côté de l'étoile Errai.

## Dans la culture
Le satellite Keo apparaît sans être nommé dans le roman d'anticipation Rendez-vous d'Emmanuel Dufour.